# Canale Alberto
Il canale Alberto è un corso d'acqua artificiale scavato nel 1939, di rilevante interesse storico, navigabile dai battelli fino a 2000 tonnellate di peso, che attraversa il territorio del Belgio per 129,6 km dal fiume Mosa al fiume Schelda.